# شندنگن الکتریک
شندنگن الکتریک (انگلیسی: Shindengen Electric) شرکت تجهیزات الکتریکی ژاپنی است، که در سال ۱۹۴۹ تأسیس شد.